# 宮崎市立宮崎西小学校
宮崎市立宮崎西小学校（みやざきしりつ みやざきにししょうがっこう）は、宮崎県宮崎市大塚台西二丁目にある公立の小学校。

## 概要
歴史
1975年（昭和50年）創立。2025年（令和7年）に創立50周年を迎える。
校章
校名の「西」を図案化したものを背景にして、中央に「小」の文字を図案化したものを配している。
校歌
1980年（昭和55年）に制定。作詞は黒木清次、作曲は斎藤正浩氏による。歌詞は3番まであり、各番の歌詞中に校名の「宮崎西小」が登場する。
学校の木
学校の木はアラカシ。1991年（平成3年）に制定。
通学区域
- 宮崎市のうち「大塚台西一～三丁目、大塚台東一丁目（一部）、大塚台東二丁目」。
- 中学校区は宮崎市立大塚中学校[1]。

なお、宮崎市立宮崎西中学校の通学区域とは全く異なる。

## 沿革
- 1975年（昭和50年）
  - 4月1日 - 「宮崎市立宮崎西小学校」（現校名）が開校。当初の児童数247、学級数12。
- 1976年（昭和51年） - 完全給食を開始。
- 1978年（昭和53年） - 体育館が完成。
- 1979年（昭和54年） - 児童数が1,000名を超える（1,247名）。学級数31。
- 1980年（昭和55年）10月1日 - 校歌を制定。
- 1981年（昭和56年） - 児童数の急増により、プレハブ校舎2棟を増築。
- 1982年（昭和57年） - D棟が完成。宮崎市内一のマンモス校となる（児童数1,647、学級数41）
- 1984年（昭和59年） - 体育館を増築。児童数が最大の1,727名（学級数41）を記録。
- 1989年（平成元年） - 西小あいさつ音頭・西小体操が完成。校旗を制定。
- 1990年（平成2年） - ランチルームが完成。
- 1991年（平成3年） - 学校の木に「アラカシ｣を指定。
- 1998年（平成10年） - D棟コミュニティセンター・ランチルームが完成。

## 交通アクセス
最寄りの鉄道駅
- JR九州 日豊本線 「宮崎駅」

最寄りのバス停留所
- 宮崎交通バス（宮交バス）「大塚台西二丁目」・「市営住宅下」バス停下車

最寄りの幹線道路
- 国道10号（宮崎西バイパス）

## 周辺
- 宮崎西児童クラブ
- 大塚台 ・生目台地域包括支援センター
- 大塚台公園
- 大塚台保育園
- 宮崎大塚台団地郵便局
- 宮崎市立大塚小学校
- 宮崎市立大塚中学校
- 宮崎県立宮崎西高等学校